# سين ماكديرمونت
سين ماكديرمونت (30 مايو 1993 بكريستيانساند في النرويج - ) هو لاعب كرة قدم أيرلندي في مركز حراسة المرمى. شارك مع منتخب جمهورية أيرلندا تحت 17 سنة لكرة القدم ومنتخب جمهورية أيرلندا تحت 19 سنة لكرة القدم ومنتخب جمهورية أيرلندا تحت 20 سنة لكرة القدم ومنتخب جمهورية أيرلندا تحت 21 سنة لكرة القدم. أما مع النوادي، فقد لعب مع ليدز يونايتد ونادي أرسنال ونادي ستارت وSandnes Ulf ‏.

## وصلات خارجية
- سين ماكديرمونت على موقع الاتحاد الأوربي (الإنجليزية)
- سين ماكديرمونت على موقع اتحاد النرويج (النرويجية)
- سين ماكديرمونت على موقع قاعدة بيانات كرة القدم.إي يو (الإنجليزية)
- سين ماكديرمونت على موقع Soccerbase.com (لاعب) (الإنجليزية)
- سين ماكديرمونت على موقع Soccerway.com (الإنجليزية)